# Marie-Bernadette
Marie-Bernadette est un prénom.

## Prénom
Marie-Bernadette est un prénom féminin, fêté le 15 août composé des prénoms féminins Marie et Bernadette.

## Personnalités portant ce prénom
- Marie-Bernadette Dupuy (1952-), écrivaine française.
- Marie-Bernadette Bruguière (1944-2019), historienne française.
- Marie-Bernadette Mbuyamba (1993-), basketteuse française.
- Marie-Bernadette Thomas (1955-), ancienne footballeuse internationale française.